# Arzl (Innsbruck)
Arzl ist eine Katastralgemeinde, eine Fraktion (Ortschaft) und ein statistischer Stadtteil im Nordosten von Innsbruck. 1940 wurde Arzl, bis dahin ein landwirtschaftlich geprägtes Dorf, nach Innsbruck eingemeindet. Der Name leitet sich wahrscheinlich von arcella, was so viel wie „kleine Burg“ bedeutet, ab.

## Geographie

### Lage
Der alte Ortskern liegt auf 642 m ü. A. am Südhang der Nordkette als eines der MARTHA-Dörfer an der alten Dörferstraße von Innsbruck nach Hall in Tirol und konnte sich noch seinen bäuerlich-dörflichen Charakter erhalten.
Südlich davon im Talboden liegt die Siedlung Neu-Arzl mit einem Gewerbegebiet und das anlässlich der beiden Olympischen Winterspiele 1964 und 1976 erbaute Olympische Dorf, das nach den Spielen der Bevölkerung übergeben wurde. Der Stadtteil trägt seither diesen Namen. Seit den 1960er Jahren fand dort eine rege Bautätigkeit statt, und das Olympische Dorf grenzt heute direkt an den Ortsteil Neu-Rum der Umlandgemeinde Rum, die im Nahbereich von Innsbruck eine ähnliche Einwohnerentwicklung erlebte. Westlich des alten Ortskerns liegen Vorstadtsiedlungen aus Einfamilienhäusern und teils luxuriösen Wohnanlagen.

### Gliederung und statistische Daten
Das Gebiet der Katastralgemeinde und Ortschaft entspricht der bis 1940 selbstständigen Gemeinde Arzl. Dazu gehören neben dem Dorf Arzl Teile der heutigen Stadtteile Olympisches Dorf und Gewerbegebiet Mühlau/Arzl sowie die Rotte Finkenberg, die Einöde Hernstein, und die Berg- und Gasthäuser Arzler Alm, Guflhütte, Rechenhof und das Schutzhaus Pfeishütte. Die Katastralgemeinde grenzt im Westen an die Katastralgemeinde Mühlau, im Süden, durch den Inn getrennt, an die Katastralgemeinde Amras und im Norden und Osten an die Gemeinden Scharnitz, Thaur und Rum.
Der statistische Stadtteil Arzl besteht aus den statistischen Bezirken  (Zählbezirken) Arzl-Dorf (1972,8 ha, 1757 Einwohner, 610 Gebäude) und Arzl-West (55,8 ha, 2317 Einwohner, 498 Gebäude, Stand April 2016).
13,5 % der Bevölkerung sind jünger als 15 Jahre, 20,3 % älter als 65. Der Ausländeranteil beträgt 15,2 % (Stand 2016).

## Geschichte
Arzl wurde 1173 erstmals in einer Urkunde des Stiftes Dießen als „Arcella“ erwähnt. Der Name leitet sich vermutlich von lat. arcella (‚Bürglein‘ oder ‚Schwaige‘) her und ist spätrömischen oder alpenromanischen Ursprungs.
Ursprünglich gehörte auch Mühlau zu Arzl, das als Mühlensiedlung am Mühlauer Bach entstand und 1740 (oder 1746) eigenständig und 1938 nach Innsbruck eingemeindet wurde.
Im Zuge der Bildung von Großgemeinden unter der NS-Herrschaft wurde Arzl 1940 nach Innsbruck eingemeindet. Nach dem Krieg gab es Bestrebungen, Arzl wieder zu einer selbstständigen Gemeinde zu machen, was bei einer Volksbefragung am 6. Oktober 1946 von zwei Drittel der Abstimmenden abgelehnt wurde.
Die den hll. Johannes dem Täufer, Johannes dem Evangelisten und Johannes Nepomuk geweihte Kirche ist seit 1237 nachgewiesen. Sie war ursprünglich eine Filiale von Thaur und wurde 1786 zur Kuratie und 1891 zur Pfarre erhoben.
Die ursprüngliche Kirche wurde 1480 durch einen gotischen Neubau ersetzt und 1735–1737 nach Plänen von Franz de Paula Penz barockisiert.
Verlief die Verbindung von Innsbruck nach Hall ursprünglich über die heutige Dörferstraße, so wurde 1585 bis 1589 die neue Straße nach Hall am Talboden durch die Arzler Au angelegt, daneben der Rosenkranzweg nach Loretto. 1893 wurde der Landeshauptschießstand von Mariahilf in die Arzler Au verlegt, um ihn herum entwickelte sich die Schießstandsiedlung, später Neu-Arzl genannt. Der Schießstand wurde später in den Eggenwald oberhalb von Arzl verlegt und auf seinem Gelände das Olympische Dorf angelegt.

## Wappen
Anders als Wilten, Hötting oder Mühlau führte Arzl bei der Eingemeindung kein Wappen. Daher erhielt es 1993 ein neugeschaffenes Stadtteilwappen, das von den Vertretern der Arzler Vereine angenommen wurde.
Es zeigt in rot-weiß gespaltenem Schild auf grünem Berg die vom Ortskern aus gesehene Ansicht der Arzler Kalvarienbergkirche in hellem Mauergrau und mit schwarzen Dächern. Das Wappen zeigt damit das weithin sichtbare Wahrzeichen von Arzl und erinnert mit den rot-weißen Stadtfarben an die Zugehörigkeit zu Innsbruck.

## Kultur und Sehenswürdigkeiten

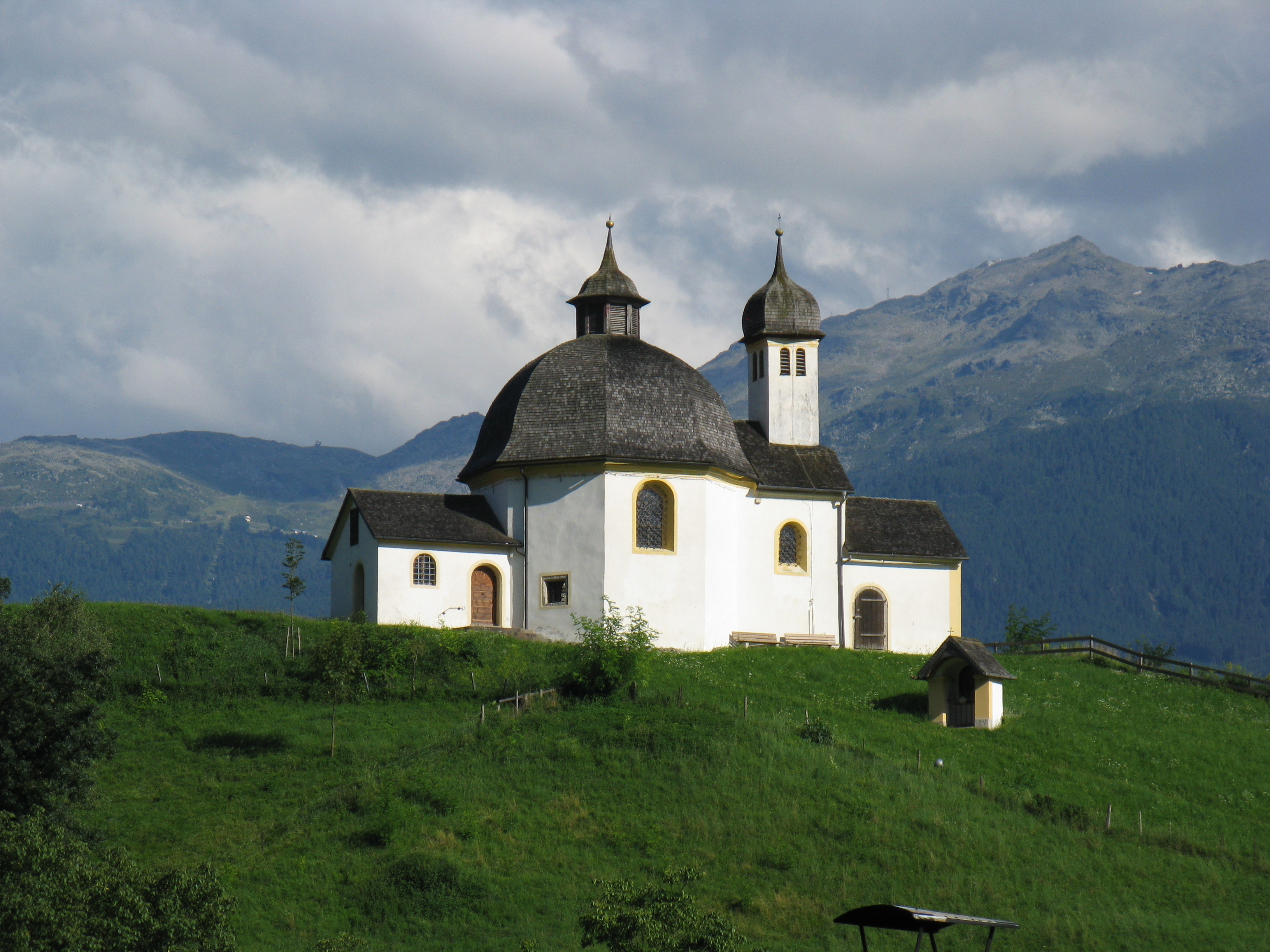
Arzler Kalvarienberg

Das Wahrzeichen von Arzl ist der Arzler Kalvarienberg mit der um 1665 erbauten Kapelle. Im Zuge von Sanierungsarbeiten am Kalvarienberg tauchten Funde aus vorrömischer Zeit sowie aus dem frühen Mittelalter auf. Das Feuchtwiesengebiet am südlichen Hangfuß ist ein geschützter Landschaftsteil.

## Infrastruktur und Verkehr
Der Stadtteil wird von den Buslinien A der Innsbrucker Verkehrsbetriebe und 501, 502, 502N und 503 des Verkehrsverbund Tirol bedient, weitere Linien verkehren in Neu-Arzl bzw. O-Dorf.

## Persönlichkeiten
- Paul Laymann (1575–1635), Jesuit und Moraltheologe
- Walter Salmen (1926–2013), Musikwissenschaftler und Hochschullehrer, Professor für Musikwissenschaft in Innsbruck, lebte in Arzl.